# 베를린 헤르만슈트라세역
베를린 헤르만슈트라세역(독일어: Berlin Hermannstraße)역은 베를린 노이쾰른구 노이쾰른에 있는 베를린 순환선 및 베를린 U8의 철도역이다. 순환선과 헤르만슈트라세 도로의 교차점에 역사가 설치되어 있다. 노이쾰른-미텐발데 철도의 화물 전용선이 2선 설치되어 있다.

## 순환선

### S반

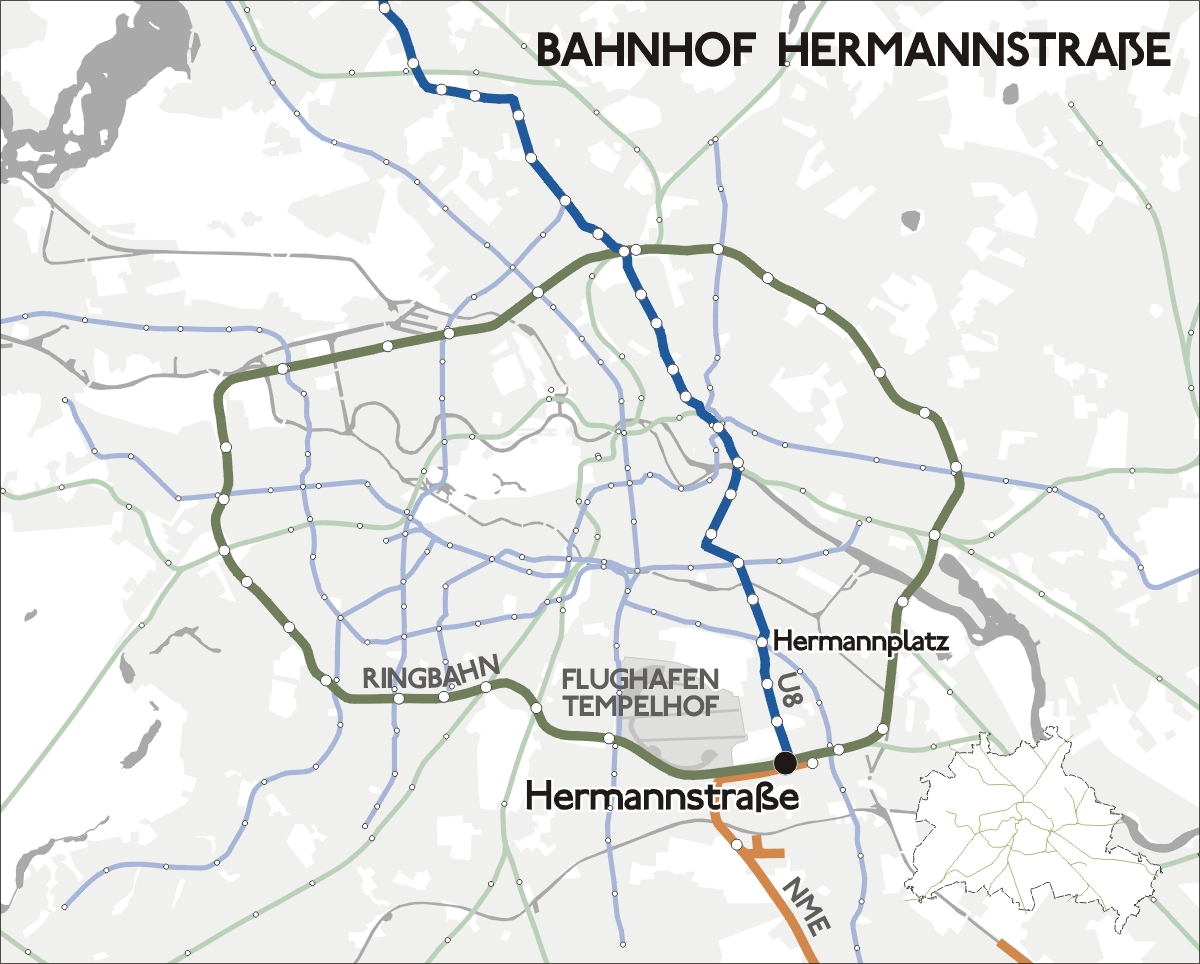
베를린 순환선, 도시 철도, 노이쾰른-미텐발데 철도의 지도

1872년 12월 15일 베를린 순환선의 첫 구간이 개통되었고, 다음 해 1월 1일부터 열차 운행이 시작되었다. 1887년부터 1910년까지 복복선화 공사를 거치면서 순환선상에 추가 정차역이 생겼고, 릭스도르프에 있는 헤르만슈트라세역도 이 시기에 건설되었다. 1899년 2월 1일 근교선 헤르만슈트라세역이 개통되었고 그 후 약 30년간 증기 기관차 견인 열차가 운행했다. 개통 당시에는 동쪽의 노이쾰른 방면으로만 출구가 개설되어 있었다. 출구 위에는 빨간 벽돌로 건설된 대합실이 있었다. 1910년에는 순환선과 평행한 지크프리트슈트라세(Siegfriedstraße) 도로 방면으로 출구가 개설되었다. 베를린 인접 철도가 전철화되면서 순환선상에도 전동차가 투입되었다. 헤르만슈트라세역이 S반에 편입된 것은 1928년 11월 6일이다.
제2차 세계 대전 중 연합군의 베를린 폭격에도 역사 자체는 파괴되지 않았으나, 베를린 전투 당시 대합실이 파괴되었다. 1945년 4월 열차 운행이 중단되었다. 이후 증기 기관차 견인 열차로 복구되었다가 1945년 7월 18일에 전동차가 다시 운행하기 시작했다. 베를린 장벽이 건설되면서 서베를린 시내에서의 S반의 중요도가 감소했다. 1960년대 독일국영철도에서는 파괴된 대합실을 재건축했고 1961년에는 지크프리트슈트라세 방면 출입구를 재개통했다. 1971년 대합실이 다시 철거되었고 실용성을 강조한 새로운 대합실 건물로 대체되었다. 지크프리트슈트라세 방면 출입구는 1973년에 폐쇄되었고 1976년 10월에 철거되었다.
독일국영철도 파업 당시 순환선상의 헤르만슈트라세역 영업이 중지되었고 S반 운영이 BVG로 양도된 이후에도 다시 시작되지 않았다. 1989년이 되어서야 서베를린에서 S반이 다시 인기를 얻으면서 순환선 복구를 위한 사전 작업이 시작되었다. 헤르만슈트라세역은 건설 초기 양식대로 복원될 예정이었다. 베스트엔트-쾰니셰 하이데 구간을 먼저 운행하기로 했으며, 존넨알레 및 게준트브루넨 방면 나머지 구간은 차후에 복원하기로 했다. 독일의 재통일로 인하여 S반 전 구간 운행이 다시 가능해졌다.
1992년에 착공 예정이었던 순환선 복원 공사는 1년이 지연되었다. BVG는 동남부 노선을 쾰니셰 하이데역에서 바움슐렌베크역으로 연장했다. 헤르만슈트라세역은 완전히 재건축될 예정이었다. S반 승강장을 철거 후 재건축하면서 위치가 약간 변경되었고, 이에 따라서 초기 건설 당시의 모습과는 달라졌다. 헤르만슈트라세의 교량으로 연결되는 양쪽 대합실은 에스컬레이터와 엘리베이터가 설치되었으며, 녹색과 파란색이라는 주 색상을 사용했다. 이는 당시 잔여 부분 공사가 진행 중이었던 도시철도역과의 연계를 위한 사전 작업이기도 했다.
1993년 12월 17일 S반이 재개통했다. 새로운 순환선 건설 이후 쇠네펠트 공항 방면 S45, 쾨니히스 부스터하우젠 방면 S46 열차가 운행을 시작했다. 순환선 동남쪽에서 오는 열차 회차를 위해서 2선 인상선이 설치되었다.
도이체 반은 2018년에 노숙자의 역사 내 공간 점유 방지를 위한 방어적 건축으로 무조성을 재생할 계획이었으나, 항의로 인해서 계획이 취소되었다.

### 노이쾰른-미텐발데 철도

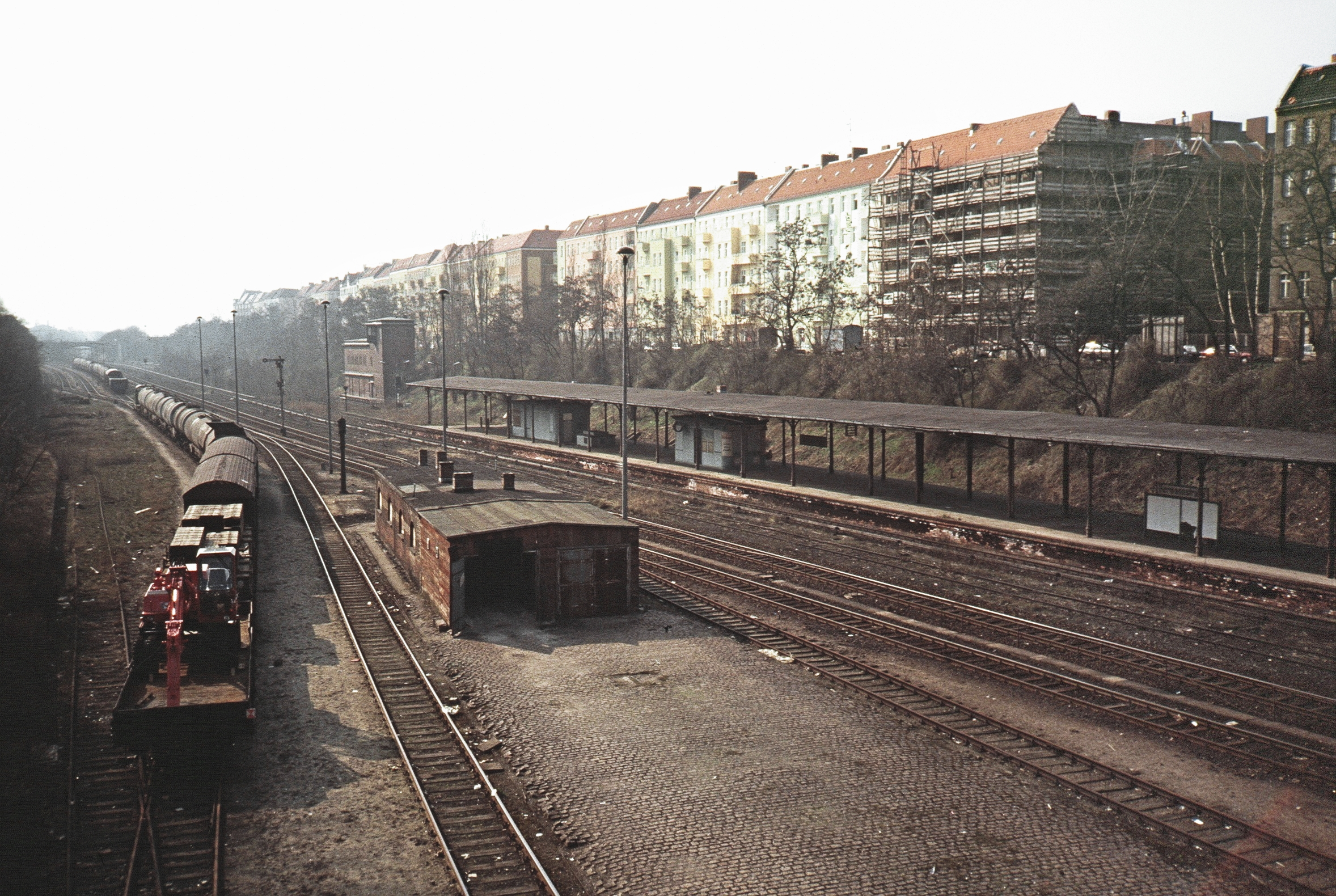
화물역과 폐쇄된 S반 승강장, 1988년

노이쾰른-미텐발데 철도의 헤르만슈트라세역은 1895년부터 계획되어 있었다. 베를린 근교 릭스도르프에서 브란덴부르크의 미텐발데로 가는 소형 철도(Kleinbahn) 건설 계획이 있었으며, 이를 위해서 1899년 2월 23일 릭스도르프-미텐발데 철도회사(Rixdorf-Mittenwalder Eisenbahn Aktiengesellschaft, RME)가 설립되었다. 미텐발데에서 출발한 27 km 노선의 종착역이자 국철과의 환승역으로 헤르만슈트라세역이 지정되었다. 미텐발데에서 릭스도르프까지의 노선은 1900년 9월 28일에 개통되었다. 1912년 릭스도르프가 노이쾰른으로 개칭되면서 철도 회사의 이름도 개명되었고, 1919년부터는 노이쾰른-미텐발데 철도(Neukölln-Mittenwalder Eisenbahn, NME)가 되었다. 노이쾰른-미텐발데 철도용 승강장은 순환선 승강장과 평행하게 설치되었고, 서쪽에는 화물역이 설치되었다.
전쟁 시기였던 1942년/1943년에는 연간 화물 100만 톤, 승객 300만 명을 수송하면서 최대 규모를 기록했다.
베를린 봉쇄의 영향으로 노이쾰른-미텐발데 철도의 운영은 파행을 맞았다. 1955년 베를린 시내에서의 여객 영업이 중단되었고, 화물 전용선으로 변경되었다. 1963년부터 발전소가 폐쇄된 2003년까지는 루도 화력 발전소에 석탄을 공급했으며, 1997년 이후에는 쇠네펠트 지역 매립장으로 베를린에서의 건축 폐기물을 수송했다. BSR의 텔토 운하 근처 쓰레기 수거 시설에서는 헤르만슈트라세역까지 화물 열차가 운행했고, 여기에서 간선 철도로 이동되었다. 2008년 이후 폐기물 처리법(Abfallbeseitigungsgesetz)이 매립에서 재활용 위주로 변경되면서 쓰레기 화물 열차 운행이 빠르게 감소했다가 2012년 1월 1일부터 완전히 중단되었다. 이 과정에서 헤르만슈트라세역의 화물선도 4선에서 2선으로 축소되었다.

## 도시 철도

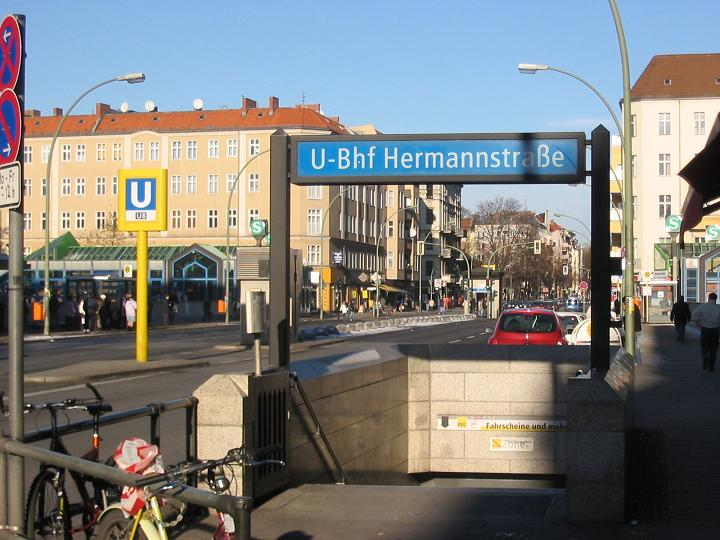
도시 철도역 출입구

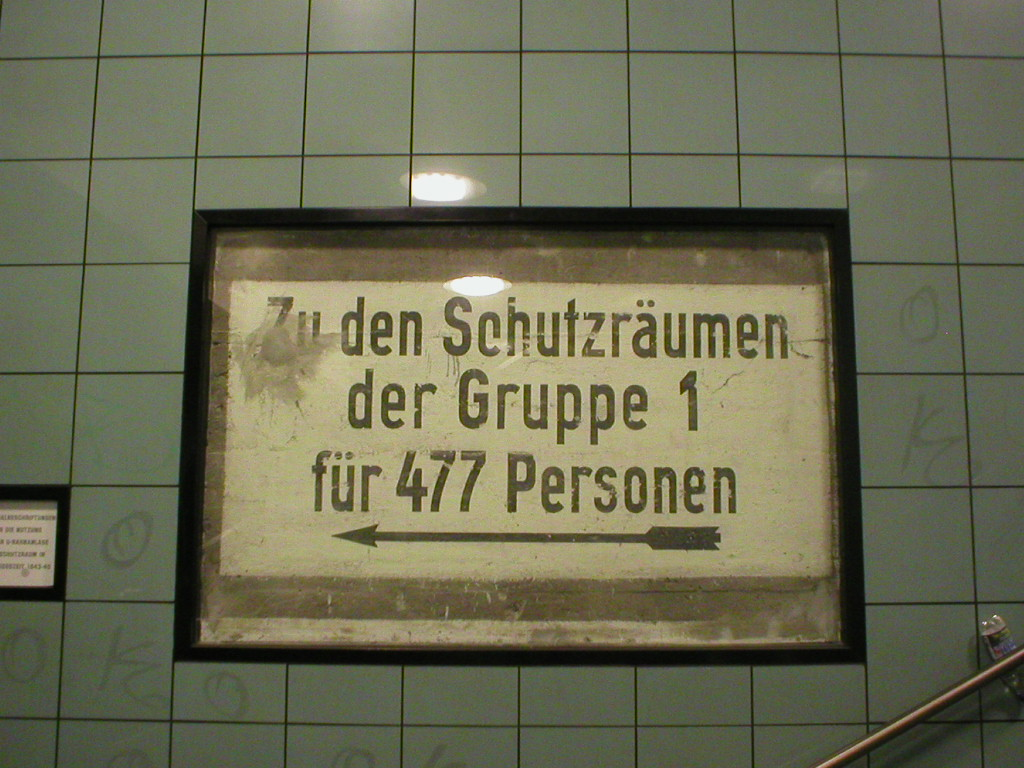
제2차 세계 대전 당시 방공호로 사용되었던 것의 흔적

1927년 베를린은 시 재정을 투입하여 D선의 남부 구간을 개통했다. 이는 현재 U8 노선의 쇤라인슈트라세-보딘슈트라세 구간이다. 게준트브루넨-라이네슈트라세 전 구간 개통은 1930년까지 단계별로 나누어서 진행되었다. 이와는 별개로 당시 S반만 정차했던 헤르만슈트라세역에 도시 철도를 연결하려는 계획은 1910년부터 존재했다. 헤르만슈트라세역 지하 터널 공사는 1929년에 착공했으며 1930년에 완공 예정이었다. 대공황으로 인해서 공사가 일시 중단되었다가 1931년에 공사가 완전히 중단되었다. 공사 중단 직전까지 건설된 터널은 라이네슈트라세-헤르만슈트라세간 본선 구간과 승강장 길이의 약 1/5 정도인 23 m 규모 승강장 터널이었다. 지하 승강장에서 지상으로 올라 오는 계단 구조물은 완공되었지만 막아 두었다. 베를린 S반 하부를 지나기 위해서 터널을 깊게 팠기 때문에 터널 구조물은 완공 이후 방공호로 전용되었다. 1940년에 방공호 개조가 완료되었으며, 오늘날까지도 그 흔적이 남아 있다.
베를린이 분단되면서 베를린 S반 운영을 동독의 독일국영철도가 맡았기 때문에, 서베를린에서는 동독 소유 S반과의 환승역이 될 새로운 도시 철도역을 완공하기를 꺼렸다. 터널 구조물은 개통되어 있었기 때문에 영업 운전에서 사용하지 않는 차량을 유치해 두는 용도로 사용했다.
독일이 재통일되면서 헤르만슈트라세역을 환승역으로 개통하지 못했던 정치적인 이유가 사라졌다. 베를린 내각에서는 1993년 12월 17일 S반 순환선의 재개통에 맞춰서 도시 철도 역사 재개통을 원했기 때문에 BVG에 빠른 착공을 촉구했다. 과거에 건설된 터널과 승강장 일부의 개보수, 나머지 승강장 굴착 및 320 m 길이의 추가 인상선 건설이 필요했다. 이외에도 S반 승강장과의 환승 통로 및 차후 지역간 열차 정차에 대비한 선시공부 건설이 포함되었다. 1996년 7월 13일 개통하면서 168번째 도시 철도역이 되었다. 이는 공사 중단으로부터 약 60년 후였다.
도시 철도 역사는 라이너 륌러가 설계했으며, 그가 은퇴하기 전에 설계한 마지막 역사이다. 알프레드 그레난데르가 설계했던 U8 연선상의 역과 비슷한 개념으로 건설했다. 승강장 길이는 110 m이다. 승강장 외벽은 터키색 세라믹 타일로 마감했다. 역 내부 공간에는 과거에 방공호로 사용되었다는 흔적이 남아 있다.
2008년 11월 헤르만교(Hermannbrücke)로 연결되는 엘리베이터 및 HermannQuartier 쇼핑 센터로 연결되는 추가 통로를 건설했다.
저품질 접착제를 사용하고 타일 접착에 시간을 충분히 두지 않은 등의 이유로 타일이 예상보다 빠르게 떨어지는 등의 건축 문제와 그래피티로 손상된 타일을 복구하기 어려워짐에 의하여 2013년 8월 12일부터 개보수 공사를 시작했다. 승강장 외벽에 타일 대신 다양한 녹색으로 된 반달리즘 방지 에나멜 패널을 설치했다. 2014년 8월 25일에 개보수 공사가 완료되었다. 이 기간 동안 보딘슈트라세역부터 헤르만슈트라세역까지의 운행이 중단되었고, 이 구간 전체 개보수 공사에는 1350만 유로 예산이 소요되었다. 헤르만슈트라세역 개보수 공사에는 150만 유로가 소요되었다.
일러스트레이터 Felix Scholz의 대도시 정글(Großstadtdschungel)을 주제로 역이 디자인되었다. 역사 내부 기둥에 코끼리, 원숭이, 맥, 표범, 늘보로리스, 큰코코끼리땃쥐 등 야생 동물과 정글 식물 그림이 그려졌다.
사각 지대를 없애고 불청객의 출입을 최소화한다는 목표로 계단 이동 동선과 공간 할당이 변경되었다. 이 과정에서 북부 출입구를 다양한 녹색과 흰색 타일로 새로 마감했다. 터키색 타일은 남쪽 출입구에만 보존되어 있다.

## 인접 철도역
| 베를린 S반                 | 베를린 S반 | 베를린 S반                          |
| -------------------------- | ---------- | ----------------------------------- |
| 노이쾰른 반시계방향 순환   | S41 · S42  | 템펠호프 시계방향 순환              |
| 템펠호프 쥐트크로이츠 방면 | S45        | 노이쾰른 BER 공항 방면              |
| 템펠호프 베스트엔트 방면   | S46        | 노이쾰른 쾨니히스 부스터하우젠 방면 |
| 시·종착역                  | S47        | 노이쾰른 슈핀들러스펠트 방면        |
| 베를린 지하철              |            |                                     |
| 시·종착역                  | U8         | 라이네슈트라세 비테나우 방면        |

## 참고 문헌
- Udo Dittfurth: Strecke ohne Ende – Die Berliner Ringbahn. GVE Verlag, Berlin 2002, ISBN 3-89218-074-1.
- Jürgen Meyer-Kronthaler: Berlins U-Bahnhöfe – Die ersten hundert Jahre. be.bra Verlag, Berlin 1996, ISBN 3-930863-16-2, S. 119.